# Campionato del mondo di calcio da tavolo 1998 - Categoria individuale veterans
Il Campionato del Mondo di Calcio da tavolo di Namur in Belgio.
Fasi di qualificazione ed eliminazione diretta della Categoria Veterans.
Per la classifica finale vedi Classifica.
Per le qualificazioni delle altre categorie:
- individuale Open
- squadre Open
- individuale Under20
- squadre Under20
- individuale Under16
- squadre Under16
- squadre Veterans
- individuale Femminile
- squadre Femminile

## Primo Turno

### Girone 1
- Jean-Marie Pennequin  -  David Salmon 5-1
- Jean-Marie Pennequin  -  Luca Trabanelli 1-3
- David Salmon  -  Luca Trabanelli 4-0

### Girone 2
- Len Parsons  -  Luis Horta 3-3
- Len Parsons  -  Giorgos Dimakeas 1-1
- Luis Horta  -  Giorgos Dimakeas 1-2

### Girone 3
- Jos Ceulemans  -  Jacob Bijlstra 2-0
- Jos Ceulemans  -  Alfred Strommer 4-1
- Jacob Bijlstra  -  Alfred Strommer 3-1

### Girone 4
- Dieter Dressler  -  Friedel Molinaro 3-1
- Dieter Dressler  -  Rodolfo Casentini 0-3
- Friedel Molinaro  -  Rodolfo Casentini 2-1

### Girone 5
- Sami Targui  -  Rasmus Lund 4-1
- Sami Targui  -  Jeroen Vemer 8-0
- Rasmus Lund  -  Jeroen Vemer 4-1

### Girone 6
- Chris Wrigley  -  Nasos Fotopoulos 1-3
- Richard Stolwijk  -  Thierry Vivron 1-1
- Thierry Vivron  -  Chris Wrigley 1-1
- Nasos Fotopoulos  -  Richard Stolwijk 5-0
- Chris Wrigley  -  Richard Stolwijk 1-4
- Thierry Vivron  -  Nasos Fotopoulos 1-0

### Girone 7
- John Lauder  -  Philippe Gillet 1-5
- Thomas Winkler  -  Vitorino Ferreira 9-0
- Vitorino Ferreira  -  John Lauder 0-8
- Thomas Winkler  -  Philippe Gillet 2-3
- John Lauder  -  Thomas Winkler 1-2
- Vitorino Ferreira  -  Philippe Gillet 0-8

## Ottavi di Finale
- Luca Trabanelli  -  Luis Horta 3-1
- Thomas Winkler  -  Len Parsons 2-1 d.t.s.
- Nasos Fotopoulos  -  Jacob Bijlstra 5-0
- John Lauder  -  Friedel Molinaro 2-2* d.c.p.
- Jos Ceulemans  -  Richard Stolwijk0-1
- Rodolfo Casentini  -  Philippe Gillet 1-2
- Jean-Marie Pennequin  -  Thierry Vivron 0-5
- Alfred Strommer  -  Giorgos Dimakeas 1-0

## Quarti di Finale
- Luca Trabanelli  -  Thomas Winkler 3-1
- Nasos Fotopoulos  -  Friedel Molinaro 4-1
- Richard Stolwijk  -  Philippe Gillet 1-3
- Alfred Strommer  -  Thierry Vivron 1-4

## Semifinali
- Luca Trabanelli  -  Nasos Fotopoulos 0-3
- Philippe Gillet  -  Thierry Vivron 1-2

## Finale
- Nasos Fotopoulos  -  Thierry Vivron 1-2